# Club Atlético de Madrid 2019-2020
Questa voce raccoglie le informazioni riguardanti il Club Atlético de Madrid nelle competizioni ufficiali della stagione 2019-2020.

## Stagione

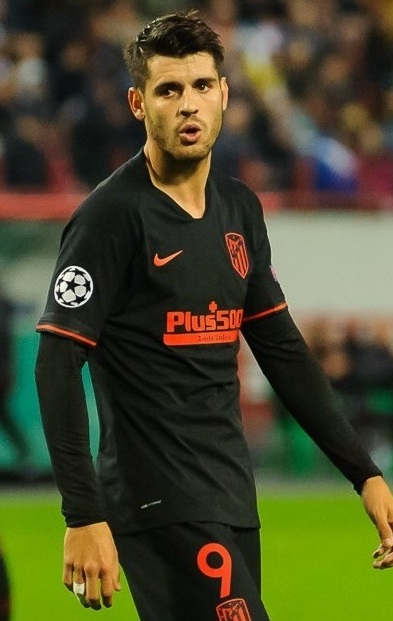
Morata, il miglior marcatore dell'Atlético

La stagione 2019-2020 vede l'83ª partecipazione alla massima divisione spagnola e la 18ª di fila per l'Atlético Madrid, che conferma il tecnico argentino Diego Simeone, secondo allenatore con più panchine in Liga nella storia dei Rojiblancos. La squadra di Madrid, dopo aver terminato al secondo posto il campionato precedente si qualifica direttamente alla fase a gironi della Champions League, nonché alla Supercoppa di Spagna che col nuovo formato prevede la partecipazione anche dei vicecampioni di Spagna. Il primo impegno ufficiale dei Colchoneros è l'incontro di campionato, in casa contro il Getafe, vinto per una rete a zero.
Il 29 agosto a Monte Carlo ha luogo il sorteggio dei gironi di Champions League che vede impegnato l'Atleti nel gruppo D con i campioni d'Italia della Juventus, i tedeschi del Bayer Leverkusen e i russi della Lokomotiv Mosca. Il 14 settembre, in occasione della 4ª giornata di campionato, l'Atlético subisce la prima sconfitta stagionale, per 2-0 in casa della Real Sociedad. Il 18 settembre i Rojiblancos esordiscono in Champions, pareggiando in rimonta per 2-2 al Metropolitano contro la Juventus. Il 28 settembre si conclude a reti inviolate l'andata del derbi madrileño. L'11 dicembre, con la vittoria per 2-0 contro la Lokomotiv Mosca, l'Atlético raggiunge gli ottavi di finale di Champions League, classificandosi secondo nel girone.
Il 4 gennaio si chiude il girone di andata dei Colchoneros che vincono per 2-1 in casa col Levante e agguantano il terzo posto in classifica. Il 12 gennaio l'Atlético viene sconfitto in finale di Supercoppa di Spagna dai concittadini del Real Madrid per 4-1 ai rigori, dopo che i tempi regolamentari e supplementari si erano conclusi a reti inviolate. Il 23 gennaio l'Atlético viene eliminato dalla Coppa del Re, ai sedicesimi di finale, per mano del Leonesa, squadra di Segunda División B, per 2-1 ai tempi supplementari. L'11 marzo, con un risultato complessivo di 4-2 ottenuto ai tempi supplementari, i Colchoneros superano gli ottavi di finale di Champions League eliminando i
campioni in carica del Liverpool.
Il 14 giugno riprende il campionato, dopo lo stop forzato a seguito dell'emergenza dovuta alla pandemia di COVID-19, con l'Atlético che pareggia per 1-1 contro l'Athletic Bilbao. L'11 luglio, con la vittoria per 1-0 contro il Real Betis, l'Atlético si qualifica matematicamente alla prossima edizione della UEFA Champions League. Il 13 agosto l'Atleti viene eliminato ai quarti di finale dalla massima competizione europea per mano dei tedeschi del RB Lipsia.

## Maglie e sponsor
Lo sponsor tecnico per la stagione 2019-2020 è per il 19º anno consecutivo Nike. Lo sponsor ufficiale è per la quinta stagione consecutiva Plus500, sulla parte alta delle maniche c'è lo stemma della Hyundai mentre dietro la schiena, sotto il numero, è presente il logo di Ria Money Transfer.

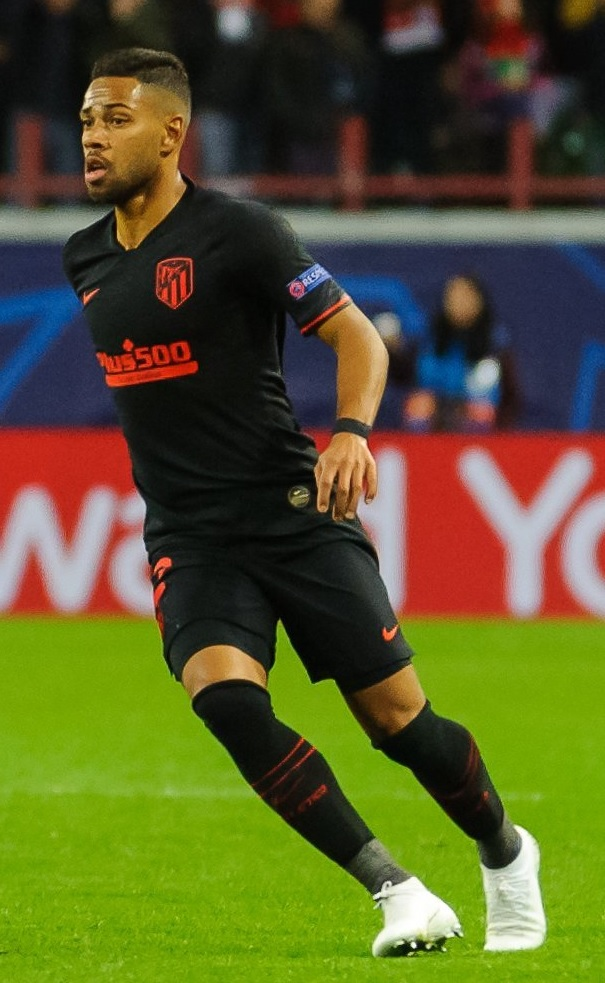
Renan Lodi con indosso la seconda maglia

La prima maglia si rifà alla divisa tradizionale, con le strisce bianche e rosse classiche presenti anche sulle maniche. All'interno del colletto è stampato l'anno 1903, con impresso il tridente di Nettuno, in riferimento alla fontana di Madrid ove i fan e la squadra festeggiano i titoli, mentre sul retro si può vedere la bandiera della Spagna. I pantaloncini sono blu classico, mentre i calzettoni rossi con una delicata striscia azzurra lungo tutto il polpaccio presentano la scritta Atlético sotto il simbolo Nike entrambi in bianco.
La seconda divisa è completamente nera, così come nella stagione 2012-13, con inserzioni di color rosso per quanto riguarda gli sponsor e lo stemma del club, più una linea lungo tutto il taglio della manica e all'interno del collo, dove compaiono due frange verticali. Sul lato destro delle stesse è impressa la bandiera spagnola. Anche i pantaloncini e i calzettoni sono totalmente neri con inserti rossi; questi ultimi, così come per la prima maglia presentano la scritta Atlético sotto il simbolo Nike entrambi in rosso.
La terza maglia è di colore celeste-azzurro, che si alternano in linee verticali strette come a formare delle saette. Il collo ha una rifinitura rettangolare di colore blu marino, così come il bordo delle maniche. Sulla parte frontale del colletto sono rappresentate sette stelle, che rimandano a quelle presenti sulla bandiera di Madrid. Inoltre la parola Atleti è presente in obliquo su diversi punti della maglia, con lettere dalla forma geometrica. I pantaloncini avranno la stessa tonalità della maglia, così come i calzettoni che però presentano il bordo blu marino in alto.
Per quanto riguarda le divise dei portieri sono state create cinque varianti cromatiche e due stili.
| Casa | Trasferta | Terza divisa | 1ª portiere | 2ª portiere | 3ª portiere | 4ª portiere | 5ª portiere |

## Organigramma societario
Dal sito internet ufficiale della società.
Area direttiva
- Presidente: Enrique Cerezo

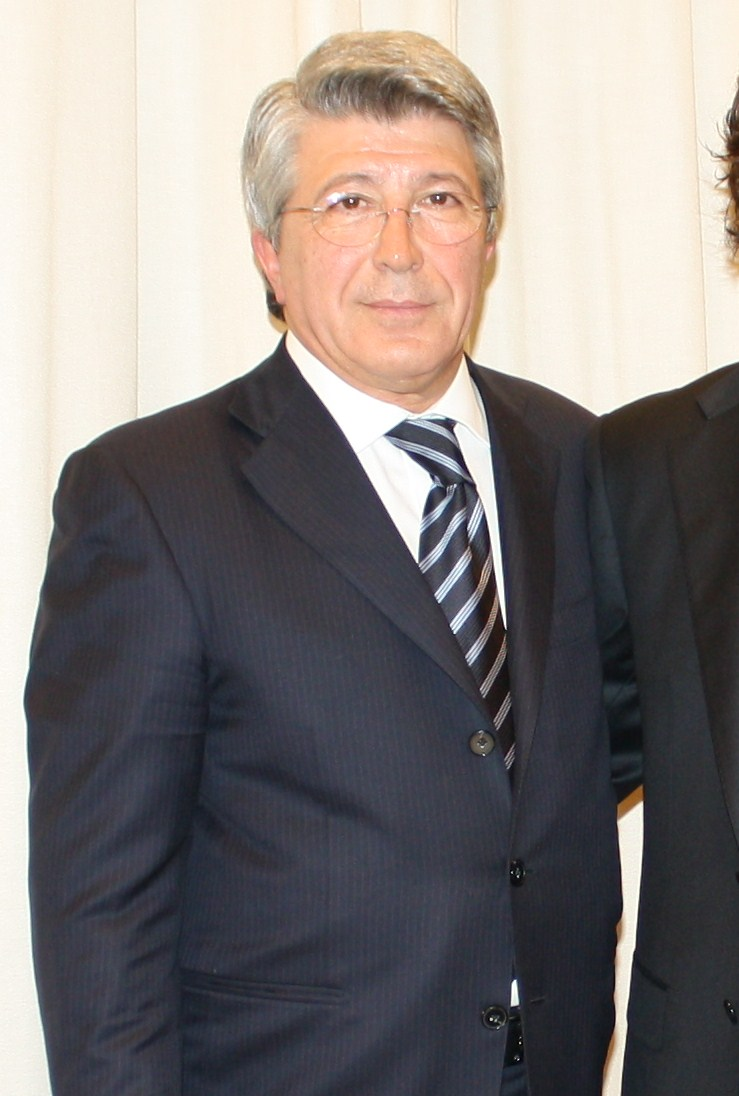
Il presidente Enrique Cerezo, in carica dal 2003

- Amministratore delegato: Miguel Ángel Gil Marín
- Vicepresidente area sociale: Lázaro Albarracín Martínez
- Vicepresidente area commerciale: Antonio Alonso Sanz
- Consiglieri: Severiano Gil y Gil, Óscar Gil Marín, Clemente Villaverde Huelga
- Segretario del consiglio: Pablo Jiménez de Parga
- Assessori del consiglio amministrativo: Peter Kenyon, Ignacio Aguillo
- Assessori legali: José Manuel Díaz, Despacho Jiménez de Parga

Area organizzativa
- Direttore finanziario: Mario Aragón Santurde
- Direttore esecutivo: Clemente Villaverde Huelga
- Direttore sportivo: José Luis Pérez Caminero
- Direttore tecnico: Andrea Berta

Area marketing
- Direttore area marketing: Javier Martínez
- Direttore commerciale: Guillermo Moraleda
- Direttore delle risorse: Fernando Fariza Requejo

Area infrastrutturale
- Direttore dei servizi generali e delle infrastrutture: Javier Prieto

Area controllo
- Direttore di controllo: José Manuel Díaz Pérez

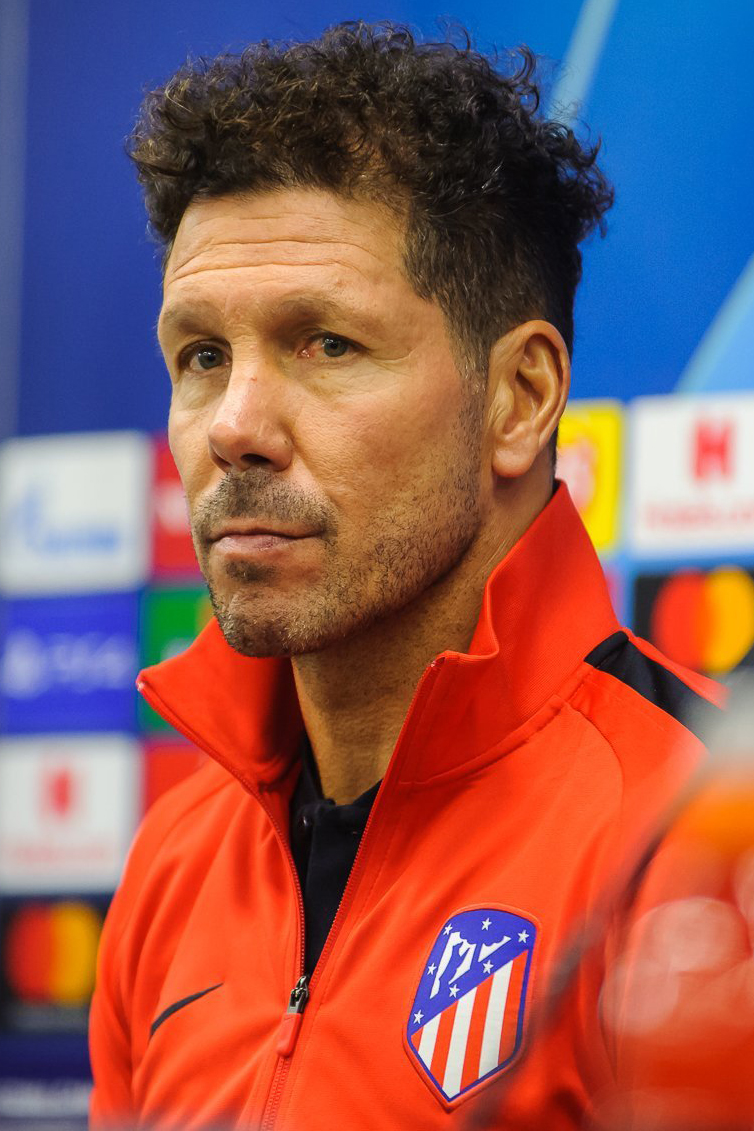
L'allenatore Diego Simeone alla nona stagione sulla panchina, è il tecnico più vincente nella storia dei Colchoneros

Area sviluppo giovanile e internazionale
- Direttore del settore giovanile e dello sviluppo internazionale: Emilio Gutiérrez Boullosa
- Direttore sportivo del settore giovanile: Carlos Aguilera
- Direttore tecnico del settore giovanile: Miguel Ángel Ruiz
- Capo-osservatore giovanile: Sergio García
- Capo talent scout: Luis Rodríguez Ardila

Area comunicazione
- Direttore della comunicazione e area digitale: Rafael Alique

Area tecnica
- Allenatore: Diego Simeone
- Allenatore in seconda: Germán Burgos
- Allenatore in terza: Nelson Vivas
- Preparatori atletici: Óscar Ortega, Carlos Menéndez, Iván Rafael Díaz Infante, Tiago Mendes[27], Iván Ortega
- Preparatore dei portieri: Pablo Vercellone
- Allenatore in terza: Juan Vizcaíno
- Delegato: Pedro Pablo Matesanz

Area sanitaria
- Responsabile: José María Villalón
- Medico: Óscar Luis Celada
- Infermiere: Gorka de Abajo
- Fisioterapisti: Esteban Arévalo, David Loras, Jesús Vázquez, Felipe Iglesias Arroyo, Iván Ortega
- Massaggiatore: Daniel Castro, Óscar Pitillas

Area ausiliare
- Magazzinieri: Cristian Bautista, Dimcho Pilichev, Mario Serrano, Fernando Sánchez Ramírez

## Rosa

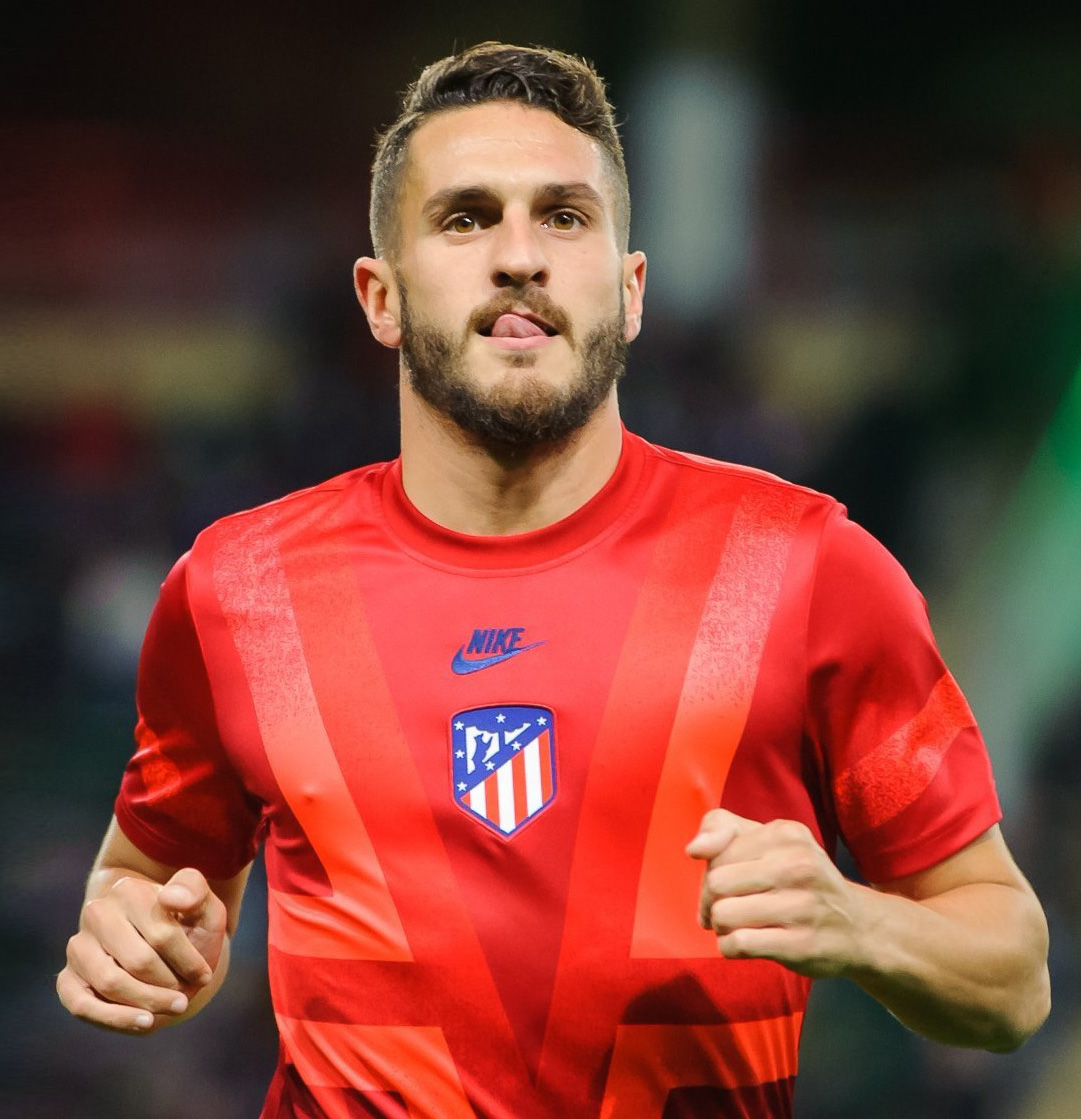
Koke è il nuovo capitano dell'Atlético Madrid

La rosa e la numerazione sono tratte dal sito ufficiale dell'Atlético Madrid.
| N. |                       | Ruolo | Calciatore      |
| -- | --------------------- | ----- | --------------- |
| 1  | Spagna (bandiera)     | P     | Antonio Adán    |
| 2  | Uruguay (bandiera)    | D     | José Giménez    |
| 4  | Colombia (bandiera)   | D     | Santiago Arias  |
| 5  | Ghana (bandiera)      | C     | Thomas          |
| 6  | Spagna (bandiera)     | C     | Koke (capitano) |
| 7  | Portogallo (bandiera) | A     | João Félix      |
| 8  | Spagna (bandiera)     | C     | Saúl            |
| 9  | Spagna (bandiera)     | A     | Álvaro Morata   |
| 10 | Argentina (bandiera)  | A     | Ángel Correa    |
| 11 | Francia (bandiera)    | C     | Thomas Lemar    |
| 12 | Brasile (bandiera)    | D     | Renan Lodi      |
| 13 | Slovenia (bandiera)   | P     | Jan Oblak       |

| N. |                        | Ruolo | Calciatore       |
| -- | ---------------------- | ----- | ---------------- |
| 14 | Spagna (bandiera)      | C     | Marcos Llorente  |
| 15 | Montenegro (bandiera)  | D     | Stefan Savić     |
| 16 | Messico (bandiera)     | C     | Héctor Herrera   |
| 17 | Serbia (bandiera)      | A     | Ivan Šaponjić    |
| 18 | Brasile (bandiera)     | D     | Felipe           |
| 19 | Spagna (bandiera)      | A     | Diego Costa      |
| 20 | Spagna (bandiera)      | C     | Vitolo           |
| 21 | Belgio (bandiera)      | C     | Yannick Carrasco |
| 22 | Spagna (bandiera)      | D     | Mario Hermoso    |
| 23 | Inghilterra (bandiera) | D     | Kieran Trippier  |
| 24 | Croazia (bandiera)     | D     | Šime Vrsaljko    |

### Formazione tipo
La stagione è stata caratterizzata da un uso costante del 4-4-2 da parte di Simeone.

## Calciomercato
Dopo gli addii annunciati ancora a stagione in corso di Lucas, Diego Godín, Juanfran, l'Atlético de Madrid cede anche Rodrigo e Antoine Griezmann, ma definisce gli acquisti di Felipe, Marcos Llorente, Héctor Herrera e soprattutto João Félix, arrivato per una cifra record.

### Sessione estiva(dal 1º luglio al 2 settembre)
| Acquisti         | Acquisti                 | Acquisti          | Acquisti                   |
| R.               | Nome                     | da                | Modalità                   |
| ---------------- | ------------------------ | ----------------- | -------------------------- |
| D                | Felipe                   | Porto             | definitivo (20 milioni €)  |
| D                | Mario Hermoso            | Espanyol          | definitivo (25 milioni €)  |
| D                | Renan Lodi               | Athl. Paranaense  | definitivo (20 milioni €)  |
| D                | Kieran Trippier          | Tottenham         | definitivo (22 milioni €)  |
| D                | Šime Vrsaljko            | Inter             | fine prestito              |
| C                | Héctor Herrera           | Porto             | gratuito                   |
| C                | Marcos Llorente          | Real Madrid       | definitivo (30 milioni €)  |
| C                | Gelson Martins           | Monaco            | fine prestito              |
| A                | João Félix               | Benfica           | definitivo (126 milioni €) |
| A                | Ivan Šaponjić            | Benfica B         | definitivo (0,5 milioni €) |
| A                | Luciano Vietto           | Fulham            | fine prestito              |
| Altre operazioni |                          |                   |                            |
| R.               | Nome                     | da                | Modalità                   |
| P                | André Moreira            | Feirense          | fine prestito              |
| P                | Axel Werner              | Malaga            | fine prestito              |
| C                | Bernard Mensah           | Kayserispor       | fine prestito              |
| C                | Nicolás Schiappacasse    | Parma             | fine prestito              |
| A                | Héctor Hernández Marrero | Rayo Majadahonda  | fine prestito              |
| A                | Nicolás Ibáñez           | Atlético San Luis | definitivo                 |

| Cessioni         | Cessioni                 | Cessioni            | Cessioni                       |
| R.               | Nome                     | a                   | Modalità                       |
| ---------------- | ------------------------ | ------------------- | ------------------------------ |
| D                | Filipe Luís              |                     | svincolato                     |
| D                | Diego Godín              | Inter               | gratuito                       |
| D                | Lucas Hernández          | Bayern Monaco       | definitivo (80 milioni €)      |
| D                | Juanfran                 |                     | svincolato                     |
| D                | Francisco Montero        | Deportivo La Coruña | prestito                       |
| D                | Nehuén Pérez             | Famalicão           | prestito                       |
| C                | Rodrigo                  | Manchester City     | definitivo (70 milioni €)      |
| C                | Gelson Martins           | Monaco              | definitivo (30 milioni €)      |
| A                | Antoine Griezmann        | Barcellona          | definitivo (120 milioni €)     |
| A                | Nikola Kalinić           | Roma                | prestito oneroso (2 milioni €) |
| A                | Luciano Vietto           | Sporting Lisbona    | definitivo (7,5 milioni €)     |
| Altre operazioni |                          |                     |                                |
| R.               | Nome                     | a                   | Modalità                       |
| P                | André Moreira            | Belenenses SAD      | gratuito                       |
| P                | Axel Werner              | Atlético San Luis   | prestito                       |
| C                | Bernard Mensah           | Kayserispor         | definitivo (3,6 milioni €)     |
| C                | Nicolás Schiappacasse    | Famalicão           | prestito                       |
| A                | Héctor Hernández Marrero | Fuenlabrada         | gratuito                       |
| A                | Víctor Mollejo           | Deportivo La Coruña | prestito                       |
| A                | Nicolás Ibáñez           | Atlético San Luis   | prestito                       |

### Sessione invernale(dal 1º al 31 gennaio)
| Acquisti         | Acquisti         | Acquisti      | Acquisti |
| R.               | Nome             | da            | Modalità |
| ---------------- | ---------------- | ------------- | -------- |
| C                | Yannick Carrasco | Dalian Yifang | prestito |
| Altre operazioni |                  |               |          |
| R.               | Nome             | da            | Modalità |

| Cessioni         | Cessioni         | Cessioni         | Cessioni         |
| R.               | Nome             | a                | Modalità         |
| Altre operazioni | Altre operazioni | Altre operazioni | Altre operazioni |
| R.               | Nome             | a                | Modalità         |
| ---------------- | ---------------- | ---------------- | ---------------- |

## Risultati

### Primera División

#### Girone di andata
| Arbitro: | Cuadra Fernández |

|            |           |  |
| Morata 23’ | Marcatori |  |

| Arbitro: | de Burgos Bengoetxea |

|  |           |            |
|  | Marcatori | 71’ Vitolo |

| Arbitro: | Jaime Latre |

|                                      |           |                           |
| João Félix 27’ Vitolo 52’ Thomas 90’ | Marcatori | 7’ Charles L. 19’ Arbilla |

| Arbitro: | Mateu Lahoz |

|                          |           |  |
| Ødegaard 58’ Monreal 61’ | Marcatori |  |

| Madrid 21 settembre 2019, ore 18:30 CEST 5ª giornata | Atlético Madrid | 0 – 0 referto | Celta Vigo | Wanda Metropolitano (58 597 spett.)\| Arbitro: \| Melero López \| |
| Arbitro:                                             | Melero López    |               |            |                                                                   |

| Arbitro: | Hernández Hernández |

|  |           |                                |
|  | Marcatori | 26’ Diego Costa 64’ João Félix |

| Madrid 28 settembre 2019, ore 21:00 CEST 7ª giornata | Atlético Madrid   | 0 – 0 referto | Real Madrid | Wanda Metropolitano (67 942 spett.)\| Arbitro: \| González González \| |
| Arbitro:                                             | González González |               |             |                                                                        |

| Valladolid 6 ottobre 2019, ore 16:00 CEST 8ª giornata | Real Valladolid  | 0 – 0 referto | Atlético Madrid | José Zorrilla (23 650 spett.)\| Arbitro: \| Sánchez Martínez \| |
| Arbitro:                                              | Sánchez Martínez |               |                 |                                                                 |

| Arbitro: | Cordero Vega |

|                 |           |            |
| Diego Costa 36’ | Marcatori | 82’ Parejo |

| Arbitro: | Hernández Hernández |

|                     |           |  |
| Saúl 28’ Morata 64’ | Marcatori |  |

| Arbitro: | Estrada Fernández |

|           |           |            |
| Lucas 83’ | Marcatori | 70’ Morata |

| Arbitro: | González González |

|             |           |            |
| Vázquez 28’ | Marcatori | 60’ Morata |

| Arbitro: | Gil Manzano |

|                                    |           |               |
| Correa 45+1’ Morata 58’ Koke 90+1’ | Marcatori | 38’ S. Darder |

| Arbitro: | Medié Jiménez |

|            |           |          |
| Germán 67’ | Marcatori | 60’ Lodi |

| Arbitro: | Mateu Lahoz |

|  |           |           |
|  | Marcatori | 86’ Messi |

| Vila-real 6 dicembre 2019, ore 21:00 CET 16ª giornata | Villarreal          | 0 – 0 referto | Atlético Madrid | La Cerámica (17 964 spett.)\| Arbitro: \| Hernández Hernández \| |
| Arbitro:                                              | Hernández Hernández |               |                 |                                                                  |

| Arbitro: | Munuera Montero |

|                     |           |  |
| Morata 67’ Saúl 75’ | Marcatori |  |

| Arbitro: | Estrada Fernández |

|              |           |                       |
| Bartra 90+3’ | Marcatori | 58’ Correa 84’ Morata |

| Arbitro: | de Burgos Bengoetxea |

|                       |           |              |
| Correa 13’ Felipe 18’ | Marcatori | 16’ Roger M. |

#### Girone di ritorno
| Arbitro: | Gil Manzano |

|                            |           |  |
| E. Burgos 10’ Expósito 90’ | Marcatori |  |

| Madrid 26 gennaio 2020, ore 12:00 CET 21ª giornata | Atlético Madrid | 0 – 0 referto | Leganés | Wanda Metropolitano (52 767 spett.)\| Arbitro: \| Mateu Lahoz \| |
| Arbitro:                                           | Mateu Lahoz     |               |         |                                                                  |

| Arbitro: | Estrada Fernández |

|             |           |  |
| Benzema 56’ | Marcatori |  |

| Arbitro: | Soto Grado |

|           |           |  |
| Correa 6’ | Marcatori |  |

| Arbitro: | Medié Jiménez |

|                               |           |                            |
| G. Paulista 40’ Kondogbia 59’ | Marcatori | 15’ M. Llorente 43’ Thomas |

| Arbitro: | de Burgos Bengoetxea |

|                                    |           |                  |
| Correa 40’ Koke 64’ João Félix 74’ | Marcatori | 16’ Paco Alcácer |

| Arbitro: | Alberola Rojas |

|                  |           |          |
| Savić 24’ (aut.) | Marcatori | 46’ Saúl |

| Arbitro: | Hernández Hernández |

|                                  |           |                                   |
| Morata 32’ (rig.) João Félix 36’ | Marcatori | 19’ de Jong 43’ (rig.) L. Ocampos |

| Arbitro: | González González |

|             |           |                 |
| Muniain 37’ | Marcatori | 39’ Diego Costa |

| Arbitro: | de Burgos Bengoetxea |

|  |           |                                                             |
|  | Marcatori | 27’, 56’ João Félix 79’ M. Llorente 83’ Morata 88’ Carrasco |

| Arbitro: | González Fuertes |

|            |           |  |
| Vitolo 81’ | Marcatori |  |

| Arbitro: | Munuera Montero |

|  |           |                  |
|  | Marcatori | 15’ (aut.) Bruno |

| Arbitro: | Melero López |

|                                 |           |                     |
| Saúl 59’ Diego Costa 73’ (rig.) | Marcatori | 90+3’ (rig.) Joselu |

| Arbitro: | Hernández Hernández |

|                                         |           |                             |
| Diego Costa 11’ (aut.) Messi 50’ (rig.) | Marcatori | 19’ (rig.), 62’ (rig.) Saúl |

| Arbitro: | Alberola Rojas |

|                                   |           |  |
| Morata 29’ (rig.), 45+4’ Koke 78’ | Marcatori |  |

| Arbitro: | Sánchez Martínez |

|                |           |           |
| F. Beltrán 49’ | Marcatori | 1’ Morata |

| Arbitro: | González González |

|                 |           |  |
| Diego Costa 74’ | Marcatori |  |

| Arbitro: | Mateu Lahoz |

|  |           |                            |
|  | Marcatori | 54’ M. Llorente 80’ Thomas |

| Arbitro: | González Fuertes |

|          |           |                       |
| Koke 30’ | Marcatori | 87’ (aut.) H. Herrera |

### Copa del Rey
| Arbitro: | Alberola Rojas |

|                           |           |            |
| Castañeda 83’ Benito 108’ | Marcatori | 62’ Correa |

### Champions League

#### Fase a gironi
| Arbitro: | Makkelie |

|                          |           |                          |
| Savić 70’ H. Herrera 90’ | Marcatori | 48’ Cuadrado 65’ Matuidi |

| Arbitro: | Grinfeeld |

|  |           |                           |
|  | Marcatori | 48’ João Félix 58’ Thomas |

| Arbitro: | Soares Dias |

|            |           |  |
| Morata 79’ | Marcatori |  |

| Arbitro: | Skomina |

|                               |           |              |
| Thomas 41’ (aut.) Volland 55’ | Marcatori | 90+4’ Morata |

| Arbitro: | Taylor |

|              |           |  |
| Dybala 45+2’ | Marcatori |  |

| Arbitro: | Kassai |

|                                  |           |  |
| João Félix 17’ (rig.) Felipe 54’ | Marcatori |  |

#### Fase a eliminazione diretta
| Arbitro: | Marciniak |

|         |           |  |
| Saúl 4’ | Marcatori |  |

| Arbitro: | Makkelie |

|                           |           |                                       |
| Wijnaldum 43’ Firmino 94’ | Marcatori | 97’, 105+1’ M. Llorente 120+1’ Morata |

| Arbitro: | Marciniak |

|                    |           |                       |
| Olmo 51’ Adams 88’ | Marcatori | 71’ (rig.) João Félix |

### Supercoppa di Spagna
| Arbitro: | González González |

|                         |           |                                       |
| Messi 51’ Griezmann 62’ | Marcatori | 46’ Koke 81’ (rig.) Morata 86’ Correa |

| Arbitro: | Sánchez Martínez |

|                                      |                      |                      |
| Carvajal Rodrygo Modrić Sergio Ramos | Tiri di rigore 4 – 1 | Saúl Thomas Trippier |

## Statistiche

### Statistiche di squadra
| Competizione        | Punti | In casa | In casa | In casa | In casa | In casa | In casa | In trasferta | In trasferta | In trasferta | In trasferta | In trasferta | In trasferta | Totale | Totale | Totale | Totale | Totale | Totale | DR  |
| Competizione        | Punti | G       | V       | N       | P       | Gf      | Gs      | G            | V            | N            | P            | Gf           | Gs           | G      | V      | N      | P      | Gf     | Gs     | DR  |
| ------------------- | ----- | ------- | ------- | ------- | ------- | ------- | ------- | ------------ | ------------ | ------------ | ------------ | ------------ | ------------ | ------ | ------ | ------ | ------ | ------ | ------ | --- |
| Primera División    | 70    | 19      | 12      | 6       | 1       | 26      | 10      | 19           | 6            | 10           | 3            | 23           | 16           | 38     | 18     | 16     | 4      | 51     | 27     | +24 |
| Coppa del Re        | -     | 0       | 0       | 0       | 0       | 0       | 0       | 1            | 0            | 0            | 1            | 1            | 2            | 1      | 0      | 0      | 1      | 1      | 2      | -1  |
| Champions League    | 10    | 4       | 3       | 1       | 0       | 6       | 2       | 4            | 2            | 0            | 2            | 6            | 5            | 9      | 5      | 1      | 3      | 13     | 9      | +4  |
| Supercopa de España | -     | -       | -       | -       | -       | -       | -       | -            | -            | -            | -            | -            | -            | 2      | 1      | 1      | 0      | 3      | 2      | +1  |
| Totale              | 80    | 23      | 15      | 7       | 1       | 34      | 13      | 24           | 8            | 10           | 6            | 30           | 23           | 50     | 24     | 18     | 8      | 68     | 40     | +28 |

### Andamento in campionato
| Giornata  | 1 | 2 | 3 | 4 | 5 | 6 | 7 | 8 | 9 | 10 | 11 | 12 | 13 | 14 | 15 | 16 | 17 | 18 | 19 | 20 | 21 | 22 | 23 | 24 | 25 | 26 | 27 | 28 | 29 | 30 | 31 | 32 | 33 | 34 | 35 | 36 | 37 | 38 |
| --------- | - | - | - | - | - | - | - | - | - | -- | -- | -- | -- | -- | -- | -- | -- | -- | -- | -- | -- | -- | -- | -- | -- | -- | -- | -- | -- | -- | -- | -- | -- | -- | -- | -- | -- | -- |
| Luogo     | C | T | C | T | C | T | C | T | C | C  | T  | T  | C  | T  | C  | T  | C  | T  | C  | T  | C  | T  | C  | T  | C  | T  | C  | T  | T  | C  | T  | C  | T  | C  | T  | C  | T  | C  |
| Risultato | V | V | V | P | N | V | N | N | N | V  | N  | N  | V  | N  | P  | N  | V  | V  | V  | P  | N  | P  | V  | N  | V  | N  | N  | N  | V  | V  | V  | V  | N  | V  | N  | V  | V  | N  |
| Posizione | 6 | 2 | 1 | 2 | 6 | 2 | 3 | 3 | 5 | 4  | 4  | 4  | 3  | 4  | 6  | 7  | 5  | 4  | 3  | 3  | 5  | 6  | 4  | 4  | 3  | 5  | 6  | 6  | 4  | 4  | 3  | 3  | 3  | 3  | 3  | 3  | 3  | 3  |

Legenda:

Luogo: C = Casa; T = Trasferta. Risultato: R = Rinviata; V = Vittoria; N = Pareggio; P = Sconfitta.

### Statistiche dei giocatori
| Giocatore     | Primera División | Primera División | Primera División | Primera División | Coppa di Spagna | Coppa di Spagna | Coppa di Spagna | Coppa di Spagna | Champions League | Champions League | Champions League | Champions League | Supercoppa di Spagna | Supercoppa di Spagna | Supercoppa di Spagna | Supercoppa di Spagna | Totale   | Totale | Totale      | Totale     |
| Giocatore     | Presenze         | Reti             | Ammonizioni      | Espulsioni       | Presenze        | Reti            | Ammonizioni     | Espulsioni      | Presenze         | Reti             | Ammonizioni      | Espulsioni       | Presenze             | Reti                 | Ammonizioni          | Espulsioni           | Presenze | Reti   | Ammonizioni | Espulsioni |
| ------------- | ---------------- | ---------------- | ---------------- | ---------------- | --------------- | --------------- | --------------- | --------------- | ---------------- | ---------------- | ---------------- | ---------------- | -------------------- | -------------------- | -------------------- | -------------------- | -------- | ------ | ----------- | ---------- |
| A. Adán       | 1                | -0               | 0                | 0                | 1               | -2              | 0               | 0               | 0                | -0               | 0                | 0                | 0                    | -0                   | 1                    | 0                    | 2        | -2     | 1           | 0          |
| S. Arias      | 14               | 0                | 1                | 0                | 1               | 0               | 0               | 0               | 2                | 0                | 0                | 0                | 1                    | 0                    | 0                    | 0                    | 18       | 0      | 1           | 0          |
| S. Camello    | 2                | 0                | 0                | 0                | 1               | 0               | 0               | 0               | 0                | 0                | 0                | 0                | -                    | -                    | -                    | -                    | 3        | 0      | 0           | 0          |
| Y. Carrasco   | 15               | 1                | 2                | 0                | -               | -               | -               | -               | 1                | 0                | 0                | 0                | -                    | -                    | -                    | -                    | 16       | 1      | 2           | 0          |
| Á. Correa     | 33               | 5                | 4                | 0                | 1               | 1               | 0               | 0               | 8                | 0                | 2                | 0                | 2                    | 1                    | 1                    | 0                    | 44       | 7      | 7           | 0          |
| Darío         | 1                | 0                | 0                | 0                | 0               | 0               | 0               | 0               | 0                | 0                | 0                | 0                | 0                    | 0                    | 0                    | 0                    | 1        | 0      | 0           | 0          |
| Diego Costa   | 23               | 5                | 4                | 0                | 0               | 0               | 0               | 0               | 7                | 0                | 1                | 0                | 0                    | 0                    | 0                    | 0                    | 30       | 5      | 5           | 0          |
| Felipe        | 25               | 1                | 7                | 0                | 1               | 0               | 0               | 0               | 8                | 1                | 1                | 0                | 2                    | 0                    | 2                    | 0                    | 36       | 2      | 10          | 0          |
| Germán        | 1                | 0                | 0                | 0                | 0               | 0               | 0               | 0               | 0                | 0                | 0                | 0                | 0                    | 0                    | 0                    | 0                    | 1        | 0      | 0           | 0          |
| J. M. Giménez | 21               | 0                | 1                | 0                | 0               | 0               | 0               | 0               | 5                | 0                | 1                | 0                | 1                    | 0                    | 1                    | 0                    | 27       | 0      | 3           | 0          |
| M. Hermoso    | 17               | 0                | 3                | 1                | 1               | 0               | 0               | 0               | 5                | 0                | 1                | 0                | 0                    | 0                    | 0                    | 0                    | 23       | 0      | 4           | 1          |
| H. Herrera    | 21               | 0                | 0                | 0                | 1               | 0               | 0               | 0               | 6                | 1                | 1                | 0                | 2                    | 0                    | 0                    | 0                    | 30       | 1      | 1           | 0          |
| João Félix    | 27               | 6                | 6                | 0                | 1               | 0               | 0               | 0               | 6                | 3                | 0                | 0                | 2                    | 0                    | 0                    | 0                    | 36       | 9      | 6           | 0          |
| Koke          | 32               | 4                | 5                | 0                | 0               | 0               | 0               | 0               | 9                | 0                | 1                | 0                | 1                    | 1                    | 0                    | 0                    | 42       | 5      | 6           | 0          |
| T. Lemar      | 22               | 0                | 2                | 0                | 0               | 0               | 0               | 0               | 7                | 0                | 0                | 0                | 0                    | 0                    | 0                    | 0                    | 29       | 0      | 2           | 0          |
| R. Lodi       | 32               | 1                | 2                | 1                | 0               | 0               | 0               | 0               | 9                | 0                | 2                | 0                | 2                    | 0                    | 0                    | 0                    | 43       | 1      | 4           | 1          |
| M. Llorente   | 29               | 3                | 4                | 0                | 1               | 0               | 1               | 0               | 4                | 2                | 0                | 0                | 2                    | 0                    | 1                    | 0                    | 36       | 5      | 6           | 0          |
| Á. Morata     | 34               | 12               | 4                | 1                | 0               | 0               | 0               | 0               | 8                | 3                | 3                | 1                | 2                    | 1                    | 0                    | 0                    | 44       | 16     | 7           | 2          |
| A. Moya       | 1                | 0                | 0                | 0                | -               | -               | -               | -               | 0                | 0                | 0                | 0                | -                    | -                    | -                    | -                    | 1        | 0      | 0           | 0          |
| J. Oblak      | 38               | -27              | 0                | 0                | 0               | -0              | 0               | 0               | 9                | -9               | 1                | 0                | 2                    | -2                   | 0                    | 0                    | 49       | -38    | 1           | 0          |
| Óscar         | 1                | 0                | 0                | 0                | 0               | 0               | 0               | 0               | 0                | 0                | 0                | 0                | -                    | -                    | -                    | -                    | 1        | 0      | 0           | 0          |
| R. Riquelme   | 1                | 0                | 0                | 0                | 1               | 0               | 0               | 0               | 0                | 0                | 0                | 0                | 0                    | 0                    | 0                    | 0                    | 2        | 0      | 0           | 0          |
| M. Sánchez    | 5                | 0                | 1                | 0                | 1               | 0               | 0               | 0               | 0                | 0                | 0                | 0                | 0                    | 0                    | 0                    | 0                    | 6        | 0      | 1           | 0          |
| I. Šaponjić   | 2                | 0                | 0                | 0                | 1               | 0               | 0               | 0               | 0                | 0                | 0                | 0                | 0                    | 0                    | 0                    | 0                    | 3        | 0      | 0           | 0          |
| Saúl          | 35               | 6                | 10               | 0                | 1               | 0               | 1               | 0               | 9                | 1                | 2                | 0                | 2                    | 0                    | 0                    | 0                    | 47       | 7      | 13          | 0          |
| S. Savić      | 22               | 0                | 6                | 0                | 0               | 0               | 0               | 0               | 4                | 1                | 0                | 0                | 2                    | 0                    | 2                    | 0                    | 28       | 1      | 8           | 0          |
| Thomas        | 35               | 3                | 12               | 0                | 1               | 0               | 0               | 0               | 8                | 1                | 1                | 0                | 2                    | 0                    | 2                    | 0                    | 46       | 4      | 15          | 0          |
| K. Trippier   | 25               | 0                | 2                | 0                | 0               | 0               | 0               | 0               | 6                | 0                | 0                | 0                | 2                    | 0                    | 0                    | 0                    | 33       | 0      | 2           | 0          |
| Vitolo        | 28               | 3                | 3                | 0                | 1               | 0               | 0               | 0               | 4                | 0                | 0                | 0                | 2                    | 0                    | 0                    | 0                    | 35       | 3      | 3           | 0          |
| Š. Vrsaljko   | 5                | 0                | 3                | 0                | 0               | 0               | 0               | 0               | 2                | 0                | 0                | 0                | 0                    | 0                    | 0                    | 0                    | 7        | 0      | 3           | 0          |